# Флаг Азербайджанской ССР
Государственный флаг Азербайджанской Советской Социалистической Республики (азерб. Азәрбајҹан ССР-ин бајрағы) — символ государственного суверенитета Азербайджанской Советской Социалистической Республики, нерушимого союза рабочих, крестьян и интеллигенции, дружбы и братства трудящихся всех национальностей республики, строящих коммунистическое общество.
Государственный флаг Азербайджанской Советской Социалистической Республики представляет собой прямоугольное полотнище, состоящее из двух горизонтально расположенных цветных полос: верхней, красного цвета, составляющей три четверти ширины; и нижней, синего цвета, составляющей одну четвёртую ширины флага, с изображением в верхнем левом углу красной полосы, у древка, золотых серпа и молота и над ними красной пятиконечной звезды, обрамленной золотой каймой. Отношение ширины флага к его длине 1:2.

## История
28 апреля 1920 года Азербайджанский революционный комитет (Азревком) провозгласил в Баку Азербайджанскую Социалистическую Советскую Республику. По мнению известного советского вексиллолога Л. Н. Стрельцова, ссылавшегося на архив К. И. Дунина-Барковского, наряду с красными флагами первое время неофициально употреблялся и красный флаг с изображением в верхнем крыже у древка белой пятиконечной звезды и белым полумесяцем, обращённым рожками к древку — такой флаг был изображён на плакате, выпущенном в Баку в 1921 году.

### В первые годы
19 мая 1921 года на Первом Всеазербайджанском съезде Советов была принята Первая Конституция (Основной Закон) Азербайджанской ССР, в статье 104 которой был описан её флаг:

Торговый, морской и военный флаг Азербайджанской Социалистической Советской Республики состоит из полотнища красного (алого) цвета, в левом углу которого, у древка наверху на зелёном поле помещены золотые буквы «А. С. С. Р.» или надпись «Азербайджанская Социалистическая Советская Республика».

Поскольку азербайджанский язык в то время базировался на арабской графике, то аббревиатура «А. С. С. Р.» изображалась по-азербайджански арабской вязью. 30 декабря 1922 года ЦИК Азербайджанской ССР принял декрет о равноправии нового латинизированного алфавита (яналиф) с прежним, на основе арабской графики. Можно с уверенностью предположить, что это нашло своё отражение и на флаге, на котором аббревиатура «А. С. С. Р.» стала изображаться в латинизированной и арабской графике. Первая буква на латинском в слове «республика» — «джумхурийет» в то время изображалась как «Ç».

Флаг Азербайджанской ССР. Согласно Альбому 1923 года

В 1923 году Народный Комиссариат по иностранным делам РСФСР издал «Альбом флагов и вымпелов Российской Социалистической Федеративной Советской Республики, союзных советских республик и иностранных государств», где Флаг Советского Азербайджана представлял собой красное полотно, на верхнем левом углу которого слева размещались белые полумесяц и звезда.

### После 1925 года
14 марта 1925 года, Всеазербайджанским съездом Советов IV созыва, было утверждено дополнение к конституции АССР, принятой 8 декабря 1924 года:
Статья 104 конституции АССР 

Государственный флаг АССР состоит из полотнища красного (алого) цвета, с отношением длины к ширине как 2:1, в левом верхнем углу которого у древка золотые серп и молот, радиусом в 1/6 ширины флага; над ними золотой полумесяц, обращённый концами направо, с красной пятиконечной звездой, обрамлённой золотой каймой; диаметр полумесяца равен 1/10 ширины флага, с правой стороны серпа и молота надпись на новом и старом тюркском алфавите: А.S.З.C. и .أ.ﺱ.ﺵ.ﺝ.

Первая буква в слове «советская» — «шуралар» в то время изображалась похожей на русскую «З», затем она приняла форму латинской S «с хвостиком» (Ş). Окончательно переход национальной письменности на латинизированный алфавит был установлен постановлением ЦИК Азербайджанской ССР от 1 января 1929 года, в соответствии с которым из описания флага в статье 104 Конституции (Основного Закона) Азербайджанской ССР были убраны слова на «старом». С 1930 года на флаге Азербайджанской ССР изображалась аббревиатура «АССР» только на латинизированном алфавите. Это было закреплено в новой редакции Конституции (Основного Закона) Азербайджанской ССР, принятой 14 февраля 1931 года VII Всеазербайджанским съездом Советов.

Флаг Азербайджанской ССР до 1930 года
Флаг Азербайджанской ССР в 1930—1937

### Флаг образца 1937 года
14 марта 1937 года чрезвычайный IX съезд Советов Азербайджанской ССР принял новую Конституцию (Основной Закон) Азербайджанской ССР, в статье 152 которой содержалось следующее описание флага:
Государственный флаг Азербайджанской Советской Социалистической Республики состоит из красного полотнища, в левом углу которого, у древка наверху, помещены золотые серп и молот и надпись на азербайджанском языке «АzSSR».
В 1937 году название республики на азербайджанском языке опять изменилось. Слово «советская» вместо «шура» стало звучать как «совет», соответственно вторая литера S в аббревиатуре названия республики потеряла «хвостик». Старое написание слова «республика» — CÜMHYRIJJETI — было заменено на кальку с русского — RESPUBLIKASI. В 1940 году азербайджанская письменность была уже переведена с латинизированного алфавита на алфавит на основе русской азбуки и 20 марта этого года надпись на флаге была изменена на АзССР.

Флаг Азербайджанской ССР в 1937—1939 годах
Флаг Азербайджанской ССР в 1939—1952 годах

### Флаг образца 1952 года

Флаг Азербайджанской ССР в 1952—1991 годах

7 октября 1952 года был утверждён Государственный флаг Азербайджанской ССР нового образца, в основу которого был положен Государственный флаг СССР, дополненный в нижней части синей полосой в четверть ширины полотнища:

Государственный флаг Азербайджанской Советской Социалистической Республики представляет собой красное прямоугольное полотнище, состоящее из двух горизонтально расположенных цветных полос: верхней, красного цвета, составляющей три четверти ширины, и нижней, синего цвета, составляющей одну четвёртую ширины флага, с изображением в верхнем левом углу красной полосы, у древка, золотых серпа и молота и над ними красной пятиконечной звезды, обрамлённой золотой каймой. Отношение ширины флага к его длине 1:2. 

Серп и молот вписываются в квадрат, сторона которого равна 1/4 ширины флага. Острый конец серпа приходится по середине верхней стороны квадрата, рукоятки серпа и молота упираются в нижние углы квадрата. Длина молота с рукояткой составляет 3/4 диагонали квадрата. Пятиконечная звезда вписывается в окружность диаметром в 1/8 ширины флага, касающуюся середины верхней стороны квадрата. Расстояние вертикальной оси звезды, серпа и молота от древка равняется 1/3 ширины флага. Расстояние от верхней кромки флага до центра звезды 1/8 ширины флага.